# Stefan Topurow
Stefan Petrow Topurow (bułg. Стефан Петров Топуров, ur. 11 sierpnia 1964 w Asenowgradzie) – bułgarski sztangista, srebrny medalista olimpijski i trzykrotny medalista mistrzostw świata.

## Kariera
Pierwszy sukces w karierze osiągnął w 1983 roku, kiedy podczas mistrzostw świata w Moskwie zdobył srebrny medal w wadze piórkowej. W zawodach tych rozdzielił na podium Jurika Sarkisjana z ZSRR oraz Rumuna Gelu Radu. Rok później wystąpił na zawodach Przyjaźń-84, gdzie zwyciężył w wadze piórkowej. W 1986 roku zdobył srebrny medal w wadze lekkiej na mistrzostwach świata w Sofii. Uległ tam tylko swemu rodakowi, Michaiłowi Petrowowi; był to jego jedyny sukces w tej wadze. Rok później startował ponownie w wadze piórkowej, zdobywając złoty medal podczas mistrzostw świata w Ostrawie. Ostatni medal zdobył na rozgrywanych w 1988 roku igrzyskach olimpijskich w Seulu, gdzie zajął drugie miejsce. Zawody te wygrał Naim Süleymanoğlu z Turcji, a trzecie miejsce zajął Chińczyk Ye Huanming. Ponadto Topurow zdobył złote medale mistrzostw Europy w latach 1984 i 1987 oraz srebrne w latach 1983 i 1988.
Ustanowił jedenaście oficjalnych rekordów świata.